# Les Arriondes
Les Arriondes ist der Hauptort der spanischen Gemeinde Parres im Osten der  Autonomen Gemeinschaft Asturien.
Sie ist sieben Kilometer von Cangas de Onís und 65 km von Oviedo entfernt und befindet sich in einem Tal, das durch die Flüsse Sella und Piloña geformt ist.
Wichtigster Wirtschaftszweig des Ortes ist der Tourismus. Der Ort ist ein Ausgangspunkt für Wanderungen in den Picos de Europa und dient als Verkehrsknotenpunkt zwischen Bussen, die in das umliegende Hochgebirge fahren und Fernbussen, die nach Oviedo, Gijón und Santander führen. Les Arriondes besitzt ebenfalls einen Bahnhof der Bahngesellschaft FEVE, von der ca. alle zwei Stunden Regionalbahnen in den Küstenort Llanes fahren. Einzelne Züge verkehren von Santander nach Oviedo über Les Arriondes. Es gibt in diesem Ort einige Hotels, die nicht nur dem Alpin-Tourismus dienen. Der Fluss Sella ist zwischen Les Arriondes und Ribadesella unter Kanufahrern eine bekannte Strecke, auf der jährlich der „Descenso de la Sella“, ein internationales Kanurennen, stattfindet.
Seit 1997 gibt es im Stadtteil La Castañera ein Krankenhaus, das nach Francisco Grande Covián benannt ist.